# Désiré Rakotoarijaona
Désiré Rakotoarijaona (19 juni 1934) is een Malagassisch politicus en premier van Madagaskar van 1 augustus 1977 tot 12 februari 1988, onder het presidentschap van Didier Ratsiraka. Rakotoarijaona deed ook mee aan de presidentsverkiezingen in november 1996, maar kreeg slechts 0,37% van de stemmen.
Rakotoarijaona was als premier opvolger van Justin Rakotoniaina voorganger van Victor Ramahatra.